# Bundestagswahlkreis Gelsenkirchen
Der Bundestagswahlkreis Gelsenkirchen (Wahlkreis 122; bis zur Bundestagswahl 2021 Wahlkreis 123) liegt in Nordrhein-Westfalen und umfasst die kreisfreie Stadt Gelsenkirchen. Der Wahlkreis, dessen Zuschnitt sich in der Vergangenheit mehrfach änderte, gilt seit jeher als eine sichere Hochburg der SPD.

## Wahlkreisgeschichte
Neben dem Wahlkreis Gelsenkirchen I existierte von 1965 bis 1980 der Wahlkreis Gelsenkirchen II und von 1980 bis 2002 der Wahlkreis Gelsenkirchen II – Recklinghausen III.
| Wahl      | Wahlkreisname      | Gebiet |
| --------- | ------------------ | --- |
| 1949      | 40 Gelsenkirchen   | Gelsenkirchen                                                                                                   |
| 1953–1961 | 99 Gelsenkirchen   | Gelsenkirchen                                                                                                   |
| 1965–1976 | 97 Gelsenkirchen I | Nördlicher und westlicher Teil von Gelsenkirchen mit den Stadtteilen Hassel, Buer, Horst, Heßler und Rotthausen |
| 1980–1998 | 93 Gelsenkirchen I | Stadtbezirke Mitte, West und Süd                                                                                |
| 2002–2009 | 124 Gelsenkirchen  | Gelsenkirchen                                                                                                   |
| 2013–2021 | 123 Gelsenkirchen  | Gelsenkirchen                                                                                                   |
| 2025–     | 122 Gelsenkirchen  | Gelsenkirchen                                                                                                   |

## Wahlkreisabgeordnete
| Wahl | Abgeordneter | Abgeordneter      | Partei | Stimmen in % |
| ---- | ------------ | ----------------- | ------ | ------------ |
| 1949 |              | Robert Geritzmann | SPD    | 36,5         |
| 1953 | 43,5         | Robert Geritzmann | SPD    |              |
| 1957 | 47,5         | Robert Geritzmann | SPD    |              |
| 1961 |              | Walter Arendt     | SPD    | 48,6         |
| 1965 |              | Josef Löbbert     | SPD    | 56,2         |
| 1969 | 58,9         | Josef Löbbert     | SPD    |              |
| 1972 | 66,2         | Josef Löbbert     | SPD    |              |
| 1976 |              | Heinz Menzel      | SPD    | 63,0         |
| 1980 |              | Joachim Poß       | SPD    | 59,9         |
| 1983 | 60,2         | Joachim Poß       | SPD    |              |
| 1987 | 59,4         | Joachim Poß       | SPD    |              |
| 1990 | 55,9         | Joachim Poß       | SPD    |              |
| 1994 | 59,3         | Joachim Poß       | SPD    |              |
| 1998 | 65,4         | Joachim Poß       | SPD    |              |
| 2002 | 60,3         | Joachim Poß       | SPD    |              |
| 2005 | 59,7         | Joachim Poß       | SPD    |              |
| 2009 | 54,3         | Joachim Poß       | SPD    |              |
| 2013 | 50,5         | Joachim Poß       | SPD    |              |
| 2017 |              | Markus Töns       | SPD    | 38,3         |
| 2021 | 40,5         | Markus Töns       | SPD    |              |
| 2025 | 31,4         | Markus Töns       | SPD    |              |

Ergebnisse von 1965 bis 1998 für den Wahlkreis Gelsenkirchen I.

## Wahlergebnisse

### Bundestagswahl 2025
| Kandidaten                                             | Kandidaten               | Parteien/Listen     | Erststimmen | Erststimmen | Zweitstimmen | Zweitstimmen |
| Kandidaten                                             | Kandidaten               | Parteien/Listen     | Stimmen     | %           | Stimmen      | %            |
| ------------------------------------------------------ | ------------------------ | ------------------- | ----------- | ----------- | ------------ | ------------ |
|                                                        | Markus Tönsgewählt im WK | SPD                 | 38.118      | 31,4        | 29.342       | 24,1         |
|                                                        | Sascha Kurth             | CDU                 | 28.051      | 23,1        | 27.665       | 22,7         |
|                                                        | Irene Mihalic            | GRÜNE               | 7.379       | 6,1         | 7.944        | 6,5          |
|                                                        | Marco Buschmann          | FDP                 | 4.038       | 3,3         | 3.682        | 3,0          |
|                                                        | Friedhelm Rikowski       | AfD                 | 31.302      | 25,8        | 30.032       | 24,7         |
|                                                        | Martin Gatzemeier        | Die Linke           | 10.246      | 8,4         | 11.485       | 9,4          |
|                                                        | Frank Perlik             | Freie Wähler        | 1.720       | 1,4         | 626          | 0,5          |
|                                                        | –                        | Tierschutzpartei    | –           | –           | 2.359        | 1,9          |
|                                                        | –                        | dieBasis            | –           | –           | 191          | 0,2          |
|                                                        | –                        | Die PARTEI          | –           | –           | 685          | 0,6          |
|                                                        | –                        | Team Todenhöfer     | –           | –           | 442          | 0,4          |
|                                                        | –                        | Volt                | –           | –           | 444          | 0,4          |
|                                                        | Lisa Gärtner             | MLPD                | 599         | 0,5         | 239          | 0,2          |
|                                                        | –                        | PdF                 | –           | –           | 167          | 0,1          |
|                                                        | –                        | Bündnis Deutschland | –           | –           | 142          | 0,1          |
|                                                        | –                        | BSW                 | –           | –           | 6.174        | 5,1          |
|                                                        | –                        | MERA25              | –           | –           | 100          | 0,1          |
|                                                        | –                        | WerteUnion          | –           | –           | 57           | 0,0          |
| Gesamt                                                 | Gesamt                   | Gesamt              | 121.453     | 100         | 121.776      | 100          |
|                                                        |                          |                     |             |             |              |              |
| Ungültige Stimmen                                      | Ungültige Stimmen        | Ungültige Stimmen   | 1.223       | 1,0         | 900          | 0,7          |
| Wähler                                                 | Wähler                   | Wähler              | 122.676     | 74,5        | 122.676      | 74,5         |
| Wahlberechtigte                                        | Wahlberechtigte          | Wahlberechtigte     | 164.673     |             | 164.673      |              |
|                                                        |                          |                     |             |             |              |              |
| Quellen: Die Bundeswahlleiterin, Kandidaten – Ergebnis |                          |                     |             |             |              |              |

### Bundestagswahl 2021
| Kandidaten                                            | Kandidaten               | Parteien/Listen      | Erststimmen | Erststimmen | Zweitstimmen | Zweitstimmen |
| Kandidaten                                            | Kandidaten               | Parteien/Listen      | Stimmen     | %           | Stimmen      | %            |
| ----------------------------------------------------- | ------------------------ | -------------------- | ----------- | ----------- | ------------ | ------------ |
|                                                       | Laura Ann Rosen          | CDU                  | 21.954      | 19,8        | 22.091       | 19,9         |
|                                                       | Markus Tönsgewählt im WK | SPD                  | 44.965      | 40,5        | 41.326       | 37,1         |
|                                                       | Marco Buschmann          | FDP                  | 9.014       | 8,1         | 9.721        | 8,7          |
|                                                       | Jörg Schneider           | AfD                  | 15.555      | 14,0        | 14.204       | 12,8         |
|                                                       | Irene Mihalic            | GRÜNE                | 11.286      | 10,2        | 11.170       | 10,0         |
|                                                       | Ayten Kaplan             | DIE LINKE            | 3.559       | 3,2         | 3.853        | 3,5          |
|                                                       | Claudia Kapuschinski     | Die PARTEI           | 1.904       | 1,7         | 1.245        | 1,1          |
|                                                       | –                        | Tierschutzpartei     | –           | –           | 2.572        | 2,3          |
|                                                       | –                        | PIRATEN              | –           | –           | 394          | 0,4          |
|                                                       | Frank Perlik             | FREIE WÄHLER         | 1.054       | 0,9         | 723          | 0,6          |
|                                                       | –                        | NPD                  | –           | –           | 181          | 0,2          |
|                                                       | –                        | ÖDP                  | –           | –           | 51           | 0,0          |
|                                                       | –                        | V-Partei³            | –           | –           | 70           | 0,1          |
|                                                       | –                        | Gesundheitsforschung | –           | –           | 176          | 0,2          |
|                                                       | Lisa Ursula Gärtner      | MLPD                 | 356         | 0,3         | 222          | 0,2          |
|                                                       | –                        | Die Humanisten       | –           | –           | 69           | 0,1          |
|                                                       | –                        | DKP                  | –           | –           | 28           | 0,0          |
|                                                       | –                        | SGP                  | –           | –           | 13           | 0,0          |
|                                                       | Frank Gustav Lustig      | dieBasis             | 1.118       | 1,0         | 775          | 0,7          |
|                                                       | –                        | Bündnis C            | –           | –           | 55           | 0,0          |
|                                                       | –                        | du.                  | –           | –           | 51           | 0,0          |
|                                                       | –                        | LIEBE                | –           | –           | 184          | 0,2          |
|                                                       | –                        | LKR                  | –           | –           | 21           | 0,0          |
|                                                       | –                        | PdF                  | –           | –           | 22           | 0,0          |
|                                                       | –                        | LfK                  | –           | –           | 128          | 0,1          |
|                                                       | –                        | Team Todenhöfer      | –           | –           | 1.753        | 1,6          |
|                                                       | –                        | Volt                 | –           | –           | 186          | 0,2          |
|                                                       | Ronald Günter Wetklo     | Einzelbewerber a     | 319         | 0,3         | –            | –            |
| Gesamt                                                | Gesamt                   | Gesamt               | 111.084     | 100         | 111.284      | 100          |
|                                                       |                          |                      |             |             |              |              |
| Ungültige Stimmen                                     | Ungültige Stimmen        | Ungültige Stimmen    | 1.233       | 1,1         | 1.033        | 0,9          |
| Wähler                                                | Wähler                   | Wähler               | 112.317     | 66,7        | 112.317      | 66,7         |
| Wahlberechtigte                                       | Wahlberechtigte          | Wahlberechtigte      | 168.496     |             | 168.496      |              |
|                                                       |                          |                      |             |             |              |              |
| Quellen: Die Bundeswahlleiterin, Kandidaten – Stimmen |                          |                      |             |             |              |              |

### Bundestagswahl 2017
| Direktkandidat      | Partei                | Erststimmen in % | Zweitstimmen in % |
| ------------------- | --------------------- | ---------------- | ----------------- |
| Oliver Wittke       | CDU                   | 25,4             | 22,4              |
| Markus Töns         | SPD                   | 38,3             | 33,5              |
| Jörg Schneider      | AfD                   | 16,9             | 17,0              |
| Marco Buschmann     | FDP                   | 6,5              | 9,2               |
| Ingrid Remmers      | Die Linke.            | 6,7              | 7,4               |
| Irene Mihalic       | Bündnis 90/Die Grünen | 4,6              | 4,6               |
| Iris Häger          | Freie Wähler          | 1,1              | 0,4               |
| Lisa Ursula Gärtner | MLPD                  | 0,5              | 0,4               |
| -                   | Sonstige              |                  | 5,2               |

### Bundestagswahl 2013
Amtliches Ergebnis der Bundestagswahl 2013:
| Direktkandidat  | Partei                | Erststimmen in % | Zweitstimmen in % |
| --------------- | --------------------- | ---------------- | ----------------- |
| Oliver Wittke   | CDU                   | 28,6             | 27,7              |
| Joachim Poß     | SPD                   | 50,5             | 44,0              |
| Marco Buschmann | FDP                   | 1,7              | 3,0               |
| Irene Mihalic   | Bündnis 90/Die Grünen | 3,7              | 5,5               |
| Ingrid Remmers  | Die Linke.            | 6,1              | 7,6               |
| Axel Kerstan    | PIRATEN               | 2,3              | 2,2               |
| Dennis Blömer   | NPD                   | 2,4              | 2,2               |
| Hartmut Preuß   | AfD                   | 3,8              | 4,7               |
| -               | Sonstige              |                  | 3,1               |

### Bundestagswahl 2009
| Direktkandidat      | Partei     | Erststimmen | Zweitstimmen |
| ------------------- | ---------- | ----------- | ------------ |
| Joachim Poß         | SPD        | 54,3 %      | 42,0 %       |
| Wolfgang Meckelburg | CDU        | 26,1 %      | 23,2 %       |
| Marco Buschmann     | FDP        | 7,0 %       | 9,0 %        |
| Robert Zion         | GRÜNE      | 7,6 %       | 6,9 %        |
| -                   | Die Linke. | -           | 12,1 %       |
| Joseph Mertens      | NPD        | 3,5 %       | 1,7 %        |
| Stefan Klaus Engel  | MLPD       | 1,5 %       | 0,4 %        |
| -                   | PIRATEN    | -           | 1,8 %        |
| -                   | REP        | -           | 0,9 %        |
| Sonstige            | Sonstige   | -           | 2,0 %        |